# إيلي كاوامورا
إيلي كاوامورا (بالإنجليزية: Ellie Kawamura) هي متزلجة فنية أمريكية، ولدت في 27 نوفمبر 1993 في مونتيري بارك في الولايات المتحدة.

## وصلات خارجية
- إيلي كاوامورا على موقع الاتحاد الدولي للتزلج (الإنجليزية)